# Neviano degli Arduini
Neviano degli Arduini är en ort och kommun i provinsen Parma i regionen Emilia-Romagna i Italien. Kommunen hade 3 600 invånare (2018).